# 1870 en sport
Cet article présente les faits marquants de l'année 1870 en sport.

## Athlétisme
- Innovation dans l’athlétisme avec la mise au point du « départ kangourou », c’est-à-dire accroupi. Jusque-là, les départs s’effectuaient debout.

## Aviron
- 6 avril : The Boat Race entre les équipes universitaires d'Oxford et de Cambridge. Cambridge s'impose[1].
- 22 juillet : régate universitaire entre Harvard et Yale. Harvard s'impose[2].

## Baseball
- 14 juin : les Brooklyn Atlantics mettent fin à une impressionnante série victoires consécutives des Cincinnati Red Stockings. Ils étaient invaincus depuis leur fondation ! Cette défaite (8-7 en 11 manches devant 20 000 spectateurs) intervient à l’occasion de la 27e rencontre de l’année ; quatre autres revers sont enregistrés en deuxième partie de saison[3].
- 27 juillet : première défaite à domicile en plus de seize mois pour les Cincinnati Red Stockings. Ils s'inclinent 11-7 face aux Philadelphia Athletics.
- 1er novembre : les Chicago White Stockings remportent le 14e et dernier championnat de baseball de la NABBP avec 65 victoires et 8 défaites[3].
- 21 novembre : environ 2000 clubs de baseball en activité aux États-Unis. Cincinnati Red Stockings, le premier club professionnel cesse toutefois ses activités[3]. après deux saisons triomphales, même si le titre 1870 lui échappe. Le joueur vedette Harry Wright, un anglais ex-pro de cricket, fonde alors un club à Boston qu’il baptise Boston Red Stockings (aujourd’hui Atlanta Braves). Les Cincinnati Reds revendiquent également un lien (géographique) avec ces pionniers du baseball pro.

## Billard
- Première édition du championnat du monde professionnel de billard. L’Anglais William Cook (en) enlève le titre[4].

## Boxe
- 10 mai : Jem Mace revient à la boxe compétitive et combat Tom Allen, nominalement pour le défunt championnat anglais, à Kennerville, en Louisiane. Il gagne dans le dixième round par knockout, ce qui confirme qu'il est encore le meilleur combattant anglais. Cependant, réclamations effectuées pour le compte de Mace car 'il est maintenant titulaire du championnat américain aussi. Ne pas avoir combattu Elliott ou McCoole, c'est une demande non valide[5].

## Cricket
- Le Yorkshire County Cricket Club est sacré champion de cricket en Angleterre[6].

## Cyclisme
- 15 janvier : fondation à Florence du premier club italien de cyclisme : le Veloce Club Fiorentino du président Gustave Langlade[7].
- 17 mars : fondation du club italien de cyclisme du Veloce Club Milano[7].

## Football
- 5 mars : match de football international non officiel entre l'Angleterre et l'Écosse à Londres (Kennington Oval) : 0-0[8].
- 19 novembre : match de football international non officiel entre l'Angleterre et l'Écosse à Londres (Kennington Oval). Les Anglais s'imposent un à zéro[9].
- Création du poste spécifique de gardien de but. Ce dernier qui se distingue d’abord par le port d’une casquette peut faire usage de ses mains[10].

## Golf
- 15 septembre : Tom Morris, Jr. remporte l'Open britannique à Prestwick[11].

## Jeux olympiques
- 18 octobre : ouverture des seconds Jeux olympiques de Zappas. Ces compétitions qui attirent 30 000 spectateurs chaque jour n’ont aucun retentissement international en raison de l’actualité : guerre franco-allemande et proclamation de la République en France. Les épreuves de natation et les régates nautiques n’ont pas lieu.

## Rugby à XV
- Le rugby est introduit en Nouvelle-Zélande par Charles John Monro de retour au pays après avoir achevé ses études en Angleterre[12].

## Sport hippique
- Angleterre : Kingcraft gagne le Derby d'Epsom[13].
- Angleterre : The Colonel gagne le Grand National[14].
- Irlande : Billy Pitt gagne le Derby d'Irlande[15].
- France : Bigarreau gagne le Prix du Jockey Club[16].
- France : Sornette gagne le Prix de Diane[17].
- Australie : Nimblefoot gagne la Melbourne Cup[18].
- États-Unis : Kingfisher gagne la Belmont Stakes[19].

## Voile
- 8 août : le New York Yacht Club remporte la première Coupe de l'America, devant le challenger britannique Magic Cambria, du Royal Thames Yacht Club[20].

## Naissances
- 1er janvier : Bumpus Jones, joueur de baseball américain. († 25 juin 1938).
- 13 janvier : Conway Rees, joueur de rugby à XV gallois. († 30 août 1932).
- 16 janvier : Jimmy Collins, joueur de baseball américain. († 6 mars 1943).
- 22 janvier : Matteo Ceirano, pilote de courses automobile, homme d'affaires et ingénieur italien. († 19 mars 1941).
- 23 janvier : William G. Morgan, inventeur et pédagogue américain. Inventeur du volley-ball. († 27 décembre 1942).
- 24 janvier : Herbert Kilpin, footballeur puis entraîneur anglais. († 22 octobre 1916).
- 26 janvier : Constant Huret, cycliste sur route français. († 18 septembre 1951).
- 4 février : Constant van Langhendonck, cavalier belge. († ? 1944).
- 13 février : René Cavally, athlète de sprint et de haies et joueur de rugby à XV français. († 22 mars 1946).
- 4 mars : Verner Järvinen, athlète de lancers finlandais. († 31 janvier 1941).
- 31 mars : Tommy Ryan, boxeur américain. († 3 août 1948).
- 1er avril : Léon Bollée, industriel, constructeur automobile et pilote automobile français. († 16 décembre 1913).
- 8 avril : John Paine, tireur américain. († 2 août 1951).
- 13 avril : Jock Drummond, footballeur écossais. († 24 janvier 1935).
- 18 avril : Bert Gould, joueur de rugby à XV gallois. († 19 décembre 1913).
- 3 mai : Henri Bouckaert, rameur français. († 29 avril 1912).
- 9 mai : Harry Vardon, golfeur britannique. († 20 mars 1937).
- 12 mai : Gilles Hourgières, pilote de course automobile français. († 23 mai 1919).
- 14 mai : Paul Baras, cycliste sur piste, pilote de courses automobile et de moto français. († 6 novembre 1941).
- 31 mai : Paul Lebreton, joueur de tennis français. († 21 juin 1956).
- 3 juin : Émile Bouhours, cycliste sur route français. († 7 octobre 1953).
- 15 juin : Maud Barger Wallach, joueuse de tennis américaine. († 2 avril 1954).
- 16 juin : Alfred Velghe, pilote de courses automobile belge. († 28 février 1904).
- 21 juin : Billy McCutcheon, joueur de rugby à XV gallois. († 3 juillet 1949).
- 27 juin : Clarence Hobart, joueur de tennis américain. († 2 août 1930).
- 29 juillet : George Dixon boxeur canadien. († 10 janvier 2003).
- 3 août : Paul Blanchet, athlète de sprint et joueur de rugby puis archéologue et explorateur français. († 6 octobre 1900).
- 31 août : George Eyser, gymnaste américain. († 6 mars 1919).
- 16 septembre : John Pius Boland, joueur de tennis britannique. († 17 mars 1958).
- 22 septembre : Charlotte Cooper, joueuse de tennis britannique. († 10 octobre 1966).
- 23 septembre : Jacques Cariou, cavalier français. († 7 octobre 1931).
- 16 octobre : Sandy McMahon, footballeur écossais. († 25 janvier 1916).
- 18 octobre : Josiah Ritchie, joueur de tennis britannique. († 28 février 1955).
- 21 octobre : Émile Pagie, cycliste sur route français. († 5 septembre 1946).
- 3 novembre : Norman Biggs, joueur de rugby à XV gallois. († 27 février 1908).
- 21 novembre : 
  - Sigfrid Edström, athlète de sprint puis dirigeant sportif suédois. Fondateur de la FIA puis président du CIO de 1946 à 1952. († 18 mars 1964).
  - Stanley Jackson, joueur de cricket puis homme politique anglais. († 9 mars 1947).
- 28 décembre : Charles Bennett, athlète de demi-fond, fond et haies britannique. († 9 mars 1949).
- ? : Willie Taylor, footballeur écossais. († 23 juillet 1949).